# Derek O'Farrell
Derek O'Farrell (Toronto, 5 de junio de 1983) es un deportista canadiense que compitió en remo. Ganó tres medallas en el Campeonato Mundial de Remo entre los años 2006 y 2009.

## Palmarés internacional
| Campeonato Mundial | Campeonato Mundial | Campeonato Mundial | Campeonato Mundial |
| Año                | Lugar              | Medalla            | Prueba             |
| ------------------ | ------------------ | ------------------ | ------------------ |
| 2006               | Eton (Reino Unido) | Medalla de bronce  | Dos con timonel    |
| 2007               | Múnich (Alemania)  | Medalla de bronce  | Dos con timonel    |
| 2009               | Poznań (Polonia)   | Medalla de plata   | Ocho con timonel   |